# Paradidyma melania
Paradidyma melania là một loài ruồi trong họ Tachinidae.